# Новодолинське
Новодо́линське (до 2024 року — Нове Тарутине) — село Бородінської селищної громади, у Болградському районі Одеської області України. Населення становить 564 осіб.

## Назва
19 вересня 2024 року Верховна Рада підтримала перейменування села Нове Тарутине на Новодолинське. 26 вересня 2024 року перейменування набуло чинності.
12 червня 2020 року, відповідно до Розпорядження Кабінету Міністрів України від № 724-р «Про визначення адміністративних центрів та затвердження територій територіальних громад Одеської області», увійшло до складу Бородінської селищної територіальної громади.
19 липня 2020 року, в результаті адміністративно-територіальної реформи і ліквідації Тарутинського району, село увійшло до складу новоутвореного Болградського району.

## Населення
Згідно з переписом УРСР 1989 року чисельність наявного населення села становила 478 осіб, з яких 231 чоловік та 247 жінок.
За переписом населення України 2001 року в селі мешкали 564 особи.

### Мова
Розподіл населення за рідною мовою за даними перепису 2001 року:
| Мова       | Відсоток |
| ---------- | -------- |
| українська | 46,10 %  |
| російська  | 22,52 %  |
| румунська  | 17,02 %  |
| болгарська | 12,23 %  |
| гагаузька  | 0,89 %   |
| циганська  | 0,53 %   |
| білоруська | 0,18 %   |
| інші       | 0,53 %   |